# Lleó Borrell i Gambús
Lleó Borrell i Gambús (Puigcerdà, 11 de novembre del 1924 - Barcelona, 18 de febrer del 1994) fou un compositor de música lleugera i pianista de jazz relacionat especialment amb la Nova Cançó, de la qual fou un dels autors fonamentals en col·laboració amb els textos del poeta Josep Maria Andreu.
Després d'una carrera brillant com a pianista de jazz, Lleó Borrell es dedicà a la composició i adquirí fama amb la cançó Se'n va anar, que obtingué el 1963 el primer premi del Festival de la Cançó Mediterrània interpretada per Raimon i Salomé.
Això significà el llançament definitiu i la projecció internacional de la Nova Cançó, en la que fou un autor prolífic de composicions musicals amb lletra, en general, de Josep Maria Andreu, amb qui formà un bon duo compositor. Grans cantants de la Nova Cançó interpretaren a Borrell: Joan Manuel Serrat, Maria del Mar Bonet, Núria Feliu i Lluís Llach, que llençà l'èxit A cara o creu.
Lleó Borrell morí el 1994 a causa d'una crisi cardíaca.